# Турлеєво
Турлеєво (пол. Turlejewo, нім. Freischulzerei) — село в Польщі, у гміні Іновроцлав Іновроцлавського повіту Куявсько-Поморського воєводства.
Населення — 90 осіб (2011).
У 1975-1998 роках село належало до Бидгощського воєводства.

## Демографія
Демографічна структура станом на 31 березня 2011 року:
|          | Загалом | Допрацездатний вік | Працездатний вік | Постпрацездатний вік |
| -------- | ------- | ------------------ | ---------------- | -------------------- |
| Чоловіки | 40      | 13                 | 23               | 4                    |
| Жінки    | 50      | 6                  | 32               | 12                   |
| Разом    | 90      | 19                 | 55               | 16                   |